# 다보르 도미니코비치
다보르 도미니코비치(크로아티아어: Davor Dominiković, 1978년 4월 7일~)는 크로아티아의 핸드볼 선수, 지도자로 포지션은 레트트백이다. 현역 시절인 2000년에 RK 메트코비치의 EHF컵 우승을 이끌었으며, 크로아티아 핸드볼 국가대표팀의 일원으로 2004년 하계 올림픽 금메달, 세계 선수권 대회 우승 1회, 준우승 1회, 유럽 선수권 대회 준우승 1회를 차지했다.